# Kepler-20f
Kepler-20f é um planeta descoberto pela Missão Kepler (da Nasa) e confirmado no dia 19 de dezembro de 2011. O 20f é um planeta com similaridade ao tamanho da Terra. Este planeta (também denominado de exoplaneta) orbita a estrela Kepler-20 e esta situado a quase mil anos-luz da Terra, localizado na constelação de Lyra. Sua orbita em relação a estrela corresponde a cada 19,6 dias e a uma distância de 16,6 milhões de quilômetros.
O Kepler-20f, juntamente com o Kepler-20e, são os primeiros de tamanho similar ao da Terra encontrado após o lançamento da missão.
O planeta pode ter núcleo ferroso e manto, ou seja, ser sólido e também ter envoltório gasoso, uma atmosfera. Kepler-20f é um pouco maior que a Terra e tem 1,03 vezes seu raio e sua temperatura superficial pode chegar a 430°C.